# O helga natt
"O helga natt" (franska: Cantique de Noël) eller ofta Minuit, Chrétiens efter inledningsorden i den franska originaltexten "Minuit! Chrétiens, c’est l’heure solennelle") är en franskspråkig julsång komponerad 1847, och baserad på Jesu födelse. Sången brukar ibland på svenska kallas Adams julsång efter upphovsmannen till musiken, Adolphe Adam.

## Historia
I Roquemaure i Frankrike hade kyrkorgeln renoverats i slutet av 1843. För att fira händelsen övertalade byprästen poeten Placide Cappeau, som bodde i byn, att skriva en juldikt. Kort tid därefter tog han med sig dikten till Paris och bad Adolphe Adam att tonsätta den. Sången framfördes 1847 i Roquemaure av operasångaren Emily Laurey.
John Sullivan Dwight (1813–1893) skrev 1855 den engelska texten O Holy Night. Denna version blev mycket populär i USA, särskilt i Nordstaterna där den tredje versen (inklusive orden "Chains shall he break, for the slave is our brother, And in his name all oppression shall cease") appellerade till abolitionisterna.
Den engelska titeln O Holy Night återanvändes för den svenska översättningen, som dock innehållsmässigt huvudsakligen följer originalet. Den anonyma svenska översättningen av verserna 1. O, helga natt och 3. Ty Frälsar'n... trycktes första gången i Bas-Sångarens album No 5 Adam: Jul-Sång; 1865, Ed. Elkan &Schildknecht. Det har länge ansetts att konsertsångaren Augustin Kock skrev den svenska texten till motsvarande vers 2 i den franska sången, men STIM är tveksam till detta. Den sjöngs 1948 av Sven-Olof Sandberg i Ingmar Bergmans film "Hamnstad". 
Sången är skriven i klassisk romansstil och förekommer endast i ett fåtal psalm- och sångböcker då den inte är särskilt lämplig för församlingssång. Den är heller ingen vanlig julsång i skolorna. I Sverige finns sången ofta med på julskivor, brukar avsluta julkonserter och spelas traditionsenligt varje år i Sveriges Radio P3 och P4 som första melodi efter tolvslaget på julafton, framförd av den svenske tenoren Jussi Björling.

## Tryckta utgåvor
- EFS sångbok Sionstoner 1889 som nr 22
- Metodistkyrkans psalmbok 1896 som nr 100 under rubriken "Kristi ankomst och födelse".
- Svenska Frälsningsarméns sångbok 1922 som nr 33 under rubriken "Högtider, Jul".
- Sionstoner 1935 som nr 157 under rubriken "Jul".
- Guds lov 1935 som nr 33 under rubriken "Advents- och julsånger".
- Julens vackra sånger 1, 1968, som nr 2
- Julens önskesångbok, 1997, under rubriken "Traditionella julsånger".

## Inspelningar
Den 24 december 1906 sände kanadensaren Reginald Fessenden det första AM-radioprogrammet, som började med en fonografrulle med 'Ombra mai fu' och följdes av att Reginald Fessenden själv spelade "O Holy Night" på fiol, och sjöng sista versen. Sången blev därmed andra musikstycket någonsin att spelas i radio.
Tre olika countryartister gick in med sina versioner på Billboard Hot Country Songs med sina versioner av "O Holy Night:" Martina McBride, John Berry och Josh Gracin. Martina McBrides version låg på listan fem olika gånger, med topplaceringarna 74 år 1997,  67 år 1998, 49 år 1999, 57 år 2000 och 41 år 2001. John Berrys version nådde 55:e plats 1996 och 63:e plats 1998, och Josh Gracins version nådde 59:e plats 2006..
Luciano Pavarottis titelskiva blev 1984 hans första platinaskiva. Whitney Houston spelade 2003 in sången på One Wish: The Holiday Album, medan Mariah Carey sjöng in den på albumet Merry Christmas 1994, och en live version med henne finns med på hennes julalbum Merry Christmas II You från 2010.
- 1899 Gustaf Sjöberg, bas med piano.[9] Återutgiven på CD 2006.[10]
- 1903 Pol Plancon, bas med piano. Återutgiven 1990-tal och 2007.
- 1905 Minuit Chrétiens (Cantique pour Noël) med Joseph Saucier
- 1907 John Forsell, baryton, Kungliga hovkapellet under ledning av Armas Järnefelt.
- ca 1916 Enrico Caruso, återutgiven
- 1959 O helga natt med Jussi Björling
- 1967 Minuit, chretien med Joan Baez
- 1967 O helga natt med Artur Erikson
- 1980 O helga natt med Ove Engström
- 1983 Julefrid med Carola med Carola Häggkvist (svenskspråkig version).[11]
- 1986 En god och glad jul med Sten Nilsson[12]
- 1987 Glade jul med Sissel Kyrkjebø (svenskspråkig version)
- 1989 Julen är här av Tommy Körberg (svenskspråkig version)[13]
- 1989 Jul med Adolf Fredrik med Håkan Hagegård (svenskspråkig version)
- 1991 Christmas Music med Orphei Drängar och Peter Mattei (franskspråkig version)
- 1992 White Christmas med Bill Pinkey and the Original Drifters (engelskspråkig version)
- 1993 Julestemninger med Elisabeth Andreasson
- 1994 110% svensk jul med Roger Pontare och Nicolai kammarkör (svenskspråkig version)[14]
- 1994 Joy to the World med Ingvar Wixell
- 1994 Merry Christmas med Mariah Carey (engelskspråkig version)
- 1994 När ljusen ska tändas därhemma med Christer Sjögren (svenskspråkig version)[15]
- 1995 Jul, jul, strålande jul med Bruno Wintzell (svenskspråkig version)
- 1996 Oh, Holy Night (single) Apocalyptica
- 1996 Bettans jul med Elisabeth Andreassen
- 1998 Thorleifs jul med Thorleifs (instrumental)
- 1999 Home for Christmas med Anne Sofie von Otter (franskspråkig version)
- 2000 God jul: 44 julmelodier med Jörgen Edman  (svenskspråkig version)
- 2001 Julens bästa sånger med Håkan Hagegård (svenskspråkig version)
- 2002 Jag kommer hem igen till jul med Peter Jöback (svenskspråkig version)[16]
- 2002 Julsingel 2002  med  Pete and the frogfighters
- 2003 StjärnJul med Niklas Andersson och Rönninge Show Chorus & The EntertainMen (svenskspråkig version)
- 2004 Rejoyce: The Christmas Album med Jessica Simpson (engelskspråkig version)
- 2005 En bukett med julblommor med Charlotte Perrelli (engelskspråkig version)
- 2005 Jultoner från förr med Gösta Björling (svenskspråkig version)
- 2008 Rimfrostjul med Charlotte Perrelli (svenskspråkig version)
- 2009 Välkommen hem med E.M.D.
- 2014 Christmas Time Has Come med Weeping Willows (engelskspråkig version)
- 2015 O Helga Natt med Regina Lund
- 2016 O helga natt med Nils Bech

### Fotnoter
1. 1 2  Collins, Ace (2001). Stories Behind the Best-Loved Songs of Christmas. Grand Rapids: Zondervan. sid. 132–138. ISBN 9780310873877
2. ↑  Nobbman, Dale V. Christmas Music Companion Fact Book. 2000. p. 36. Google Books
3. ↑  Collins, Ace, [2001], Stories Behind the Best-loved Songs of Christmas, Grand Rapids, MI, Zondervan,p.137-138
4. ↑  Early Radio History web-site quoting "Builder of Tomorrows" by Helen Fessenden, 1940, pages 153-154, Läst 7 december 2010
5. ↑  Whitburn, Joel (2008). Hot Country Songs 1944 to 2008. Record Research, Inc. sid. 263. ISBN 0-89820-177-2. Läst 2 februari 2010
6. ↑  Whitburn, p. 49
7. ↑  Whitburn, p. 166
8. ↑  ”Album artist 377 - Luciano Pavarotti”. tsort.info. Arkiverad från originalet den 31 augusti 2011. https://web.archive.org/web/20110831155436/http://tsort.info/music/2tsutu.htm. Läst 15 december 2011.
9. ↑  ”Svensk mediedatabas”. http://smdb.kb.se/catalog/id/001537740. Läst 15 december 2011.
10. ↑  ”Svensk mediedatabas”. http://smdb.kb.se/catalog/id/002022535. Läst 15 december 2011.
11. ↑  ”Svensk mediedatabas”. http://smdb.kb.se/catalog/id/001558673. Läst 15 december 2011.
12. ↑  ”Svensk mediedatabas”. http://smdb.kb.se/catalog/id/001890987. Läst 15 december 2011.
13. ↑  ”Svensk mediedatabas”. http://smdb.kb.se/catalog/id/001480124. Läst 15 december 2011.
14. ↑  ”Svensk mediedatabas”. http://smdb.kb.se/catalog/id/001509323. Läst 15 december 2011.
15. ↑  ”Svensk mediedatabas”. http://smdb.kb.se/catalog/id/001506818. Läst 15 december 2011.
16. ↑  ”Svensk mediedatabas”. http://smdb.kb.se/catalog/id/001551405. Läst 15 december 2011.